# 香取環
香取環（かとり たまき，1938年10月21日—2015年10月12日  ），本名久木登紀子，別名，日本首位粉紅色電影（成人影片）女演員。
香取環活躍於1960年代及1970年代初期，為日本首部成人電影《肉體市場》的女主角。1962年至1972年間，香取環共演出了超過600部粉紅電影，是1960年代日本最多產的成人電影女優之一，因此被封為為「粉紅公主」。前夫為演員船戶順和粉紅電影導演奧脇敏夫。

## 生平

### 早年生涯
香取環生於1938年日本熊本市的一個中產階級家庭，父親為一家製藥公司的老闆。後獲選為熊本縣環球小姐後，於日活公司第四期新人選秀中錄取獲聘，進入了這家日本最古老的電影製作公司。同期的還有赤木圭一郎。之後，香取環便以本名久木登紀子演出作品。

### 《肉體市場》
久木剛進日活公司大部分都是當配角。直到1962年改以新藝名「香取環」演出了小林悟執導的成人影片《肉體市場》（肉体の市場），獲得拔擢。此影片為日本第一個含有裸露影像的電影，因此被警察查禁，並剪去了部分片段後才上映。後來铃木清顺導演在1964年為日活拍攝了《肉體之門》（肉体の門），才正式打開裸露影像進入日本主流電影的先例。
《肉體市場》在1960年代和1970年代還算相當賣座，在當時保守的民風下，《肉體市場》這部成本僅800多萬日圓的影片，取得了1億日圓票房的佳績。

### 粉紅電影
在日活公司，香取環還是主要扮演配角，特別是在日後的「情色大師」若松孝二所執導的電影中。1963年到1965年，若松孝二執導了約20部低成本卻高票房的電影，這些電影大多是根據時事改編的犯罪片和災難片。雖然最初工作還算穩定，但微薄的薪資讓她難以生存，當這些影片的觀眾開始減少時，片商也會削減演員的酬勞，香取環當時就面臨到這樣的困境。
在《肉體市場》取得票房上的成功之後，一些獨立的工作室也開始拍攝這類粉紅電影，香取環也參與這些電影的演出，成為當時的人氣女優，她表示「當時還有工作室出價到一片20000日圓，就我不相稱的童顏巨乳在當時的主流電影取得這樣的酬勞是不可能的，但這些屬性卻正是粉紅電影業者所夢寐以求的。」
1966年，香取環加入葵電影（葵映画）成為專屬女優，西原儀一監製。西原的電影在1960年代到1970年代間被同時認定為「日本最低級的製片者」和「極端電影的邪教崇拜者」。1968年《性愛樓梯間》（性の階段，1968年）中，香取環與兩名外國男模合演，希望可以引來白人的票房。Allmovie影評家Robert Firsching這樣評論「葵電影和西原真應該班一塊獎牌給香取，讓她這樣殘忍地在四部電影被侵犯了五次。」
1960年代末即1970年代初期，香取環又再次與當時已經離開日活的若松孝二合作。1969年，香取主演《男ごろし 極悪弁天》，這部電影乃受東映公司《緋牡丹博徒》影集的啟發。1970年，香取出演足立正生所執導的《性賊》。在這部影片中，一群反政府的學生刺殺首相，並劫機逃往北韓，而香取環是當中唯一的女性。1971年，這部影片在坎城影展中播出，法國方面認定這部影片「反社會」。香取環與若松孝二合作的《性家族》也捧紅了後來的情色女優宮下順子。
1964年至1972年間，香取幾乎是當時日本情色電影的首席女優，此期間的粉紅電影幾乎都由獨立工作室執導。香取決定引退時，老東家日活也正準備將粉紅電影推進到「羅曼情慾片」（Roman Porno）時期

### 引退
香取引退後，與演員船戶順結婚，但這段婚姻僅維持了七年。與船戶離婚後，香取又再嫁情色片導演奧脇敏夫，而奧脇也曾執導過香取環演出的一些粉紅電影。第三任丈夫則隨香取搬回故鄉熊本，並任職於岳父的藥廠。期間育有一子，但最終仍然離婚。
在第三次離婚之後，香取決定自力更生，經營了一家加油站，後來則經營職員食堂。香取在回顧過去職涯時曾說「雖然享受演出，但他一直都無法真正適應粉紅電影事業的氛圍」。但也說她並不後悔為世人帶來娛樂的時光，如果這世界還能接受像她這樣的老女人，那麼她也願意繼續演出。
奧脇敏夫於1969年執導香取出演的三部電影於2003年山形國際紀錄片影展撥出。2009年9月，日本神戶電影資料館回顧展中，有出示西原儀一執導與香取環合作的一些電影。

## 部分作品
-{
- 肉体の市場（1962年2月27日 監督：小林悟）
- 沖縄怪談逆吊り幽霊 支那怪談死棺破り （1962年6月13日 監督：小林悟）
- 甘い罠 （1963年9月3日 監督：若松孝二）
- 激しい女たち （1963年10月1日 監督：若松孝二）
- めす犬の賭け （1964年3月17日 監督：若松孝二）
- 肉体女優日記 （1965年11月 監督：山本晋也）
- 狙う （1967年1月21日 監督：西原儀一）
- 泣き濡れた情事 （1967年3月28日 監督：西原儀一）
- 乱れた関係 （1967年5月9日 監督：西原儀一）
- 肉体の誘惑 （1967年7月11日 監督：西原儀一）
- 桃色電話 （1967年8月26日 監督：西原儀一）
- 異常な反応 悶絶 （1967年11月21日 監督：西原儀一）
- 牝罠 （1967年12月 監督：西原儀一）
- 続・情事の履歴書 （1967年 監督：向井寛）
- 性の階段 （1968年5月 監督：西原儀一）
- 引裂かれた処女 （1968年5月 監督：西原儀一）
- 初夜が憎い （1968年10月 監督：千葉隆志）
- 裏切の色事 （1968年12月 監督：西原儀一）
- 婚外情事 （1969年 監督：若松孝二）
- 男ごろし 極悪弁天 （1969年 監督：渡辺護）
- ニュージャック＆ベティ （1969年 監督：沖島勲）
- ポルノ遍歴 （1969年 監督：渡辺護）
- おいろけ天使 （1969年2月 監督：西原儀一）
- 性賊 セックスジャック （1970年 監督：若松孝二）
- おんな地獄唄 （1970年 監督：渡辺護）
- 性輪廻 死にたい女 （1971年4月 監督：若松孝二）
- 性家族 （1971年12月 監督：若松孝二 出演：宮下順子）}-

## 電視播映
- Playgirl (TV Tokyo dramatic series) Episode 37, guest appearance[22]

## 來源
- Connell, Ryann. . Mainichi Shimbun. March 2, 2006  [2007-11-12]. （原始内容存档于2006-03-12）.
- Sharp, Jasper. . Guildford: FAB Press. 2008. ISBN 978-1-903254-54-7.
- . The Complete Index to World Film.   [2007-03-06]. （原始内容存档于2007-09-27）. （页面存档备份，存于）
- Tamaki Katori在互联网电影资料库（IMDb）上的資料（英文）
- . 日本电影数据库.   [2007-03-06]. （原始内容存档于2007-02-18） （日语）. （页面存档备份，存于）
- Weisser, Thomas; Yuko Mihara Weisser. . Miami: Vital Books : Asian Cult Cinema Publications. 1998. ISBN 1-889288-52-7.

## 外部連結
- . Kobe Planet Film Archive. 2009-09-12  [2009-12-02]. （原始内容存档于2011-07-23） （日语）. （页面存档备份，存于）
- Tamaki Katori在互联网电影资料库（IMDb）上的資料（英文）